# Greg Feek
Gregory Edward Feek, detto Greg (New Plymouth, 20 luglio 1975), è un ex rugbista a 15 e allenatore di rugby a 15 neozelandese, già pilone dei Crusaders in Super Rugby e assistente allenatore degli avanti del Leinster e della Nazionale irlandese.

## Biografia
Cresciuto rugbisticamente nella regione di Taranaki, ne rappresentò la provincia rugbistica al suo esordio nel rugby di club, nel 1996.
Dopo tre stagioni fu ingaggiato dalla provincia di Canterbury, e schierato per la relativa franchise di Super Rugby dei Crusaders con i quali si laureò, nel corso della sua militanza, quattro volte campione del torneo.
Esordì negli All Blacks nel giugno 1999 contro Samoa e pochi mesi dopo prese parte alla Coppa del Mondo di rugby 1999 nel Regno Unito, continuando a rappresentare la Nuova Zelanda fino al 2001.
Nel 2006 si trasferì nella neoistituita formazione provinciale di Tasman per quella che fu la sua ultima stagione da giocatore
Nel 2007, divenuto allenatore, assunse l'incarico di assistente tecnico per gli avanti degli Hurricanes, in Super Rugby, e nel 2010 si trasferì in Irlanda come vice allenatore della franchise di Pro12 del Leinster e successivamente, dal 2014, anche della Nazionale irlandese.

## Palmarès
- Super Rugby: 4
Crusaders: 1998, 1999, 2000, 2002
- National Provincial Championship: 2
2001, 2004